# Glencora McGhie
Glencora "Glennie" McGhie, född Ralph 8 augusti 1988 i Geraldton, är en australisk vattenpolospelare. Hon deltog i den olympiska vattenpoloturneringen i London där Australien tog brons. Efter OS gifte hon sig med vattenpolospelaren Brett McGhie.
McGhie tog VM-silver i samband med världsmästerskapen i simsport 2013 i Barcelona.